# Louis Jean Celinski de Zaremba
Pour les articles homonymes, voir Zaremba.
Louis Jean Celinski de Zaremba (1814-1877) est un architecte polonais installé à Trouville-sur-Mer auteur du plan de la ville en 1852 dit "Plan de Célinski".

## Biographie

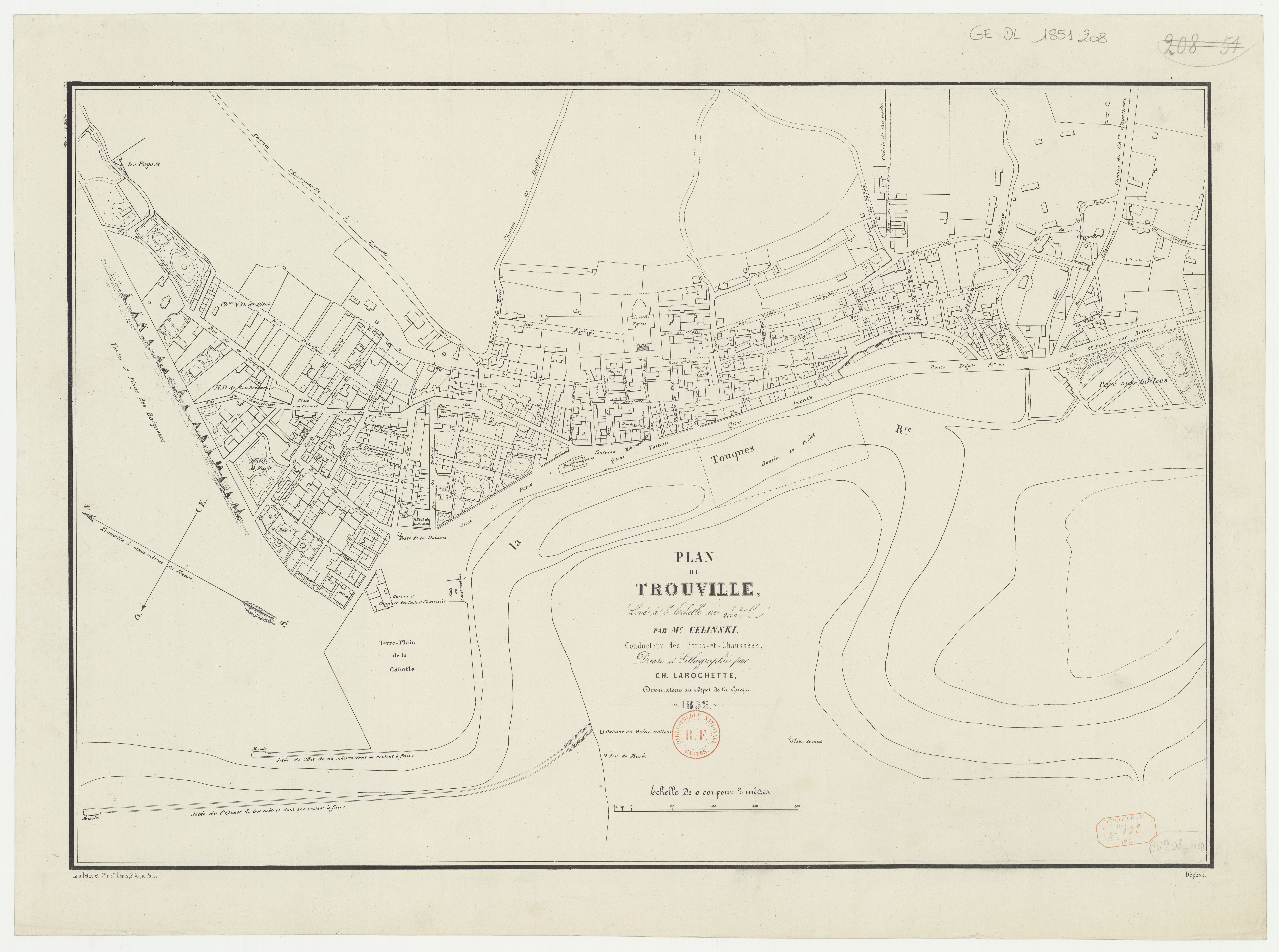
Plan de Trouville (1852)

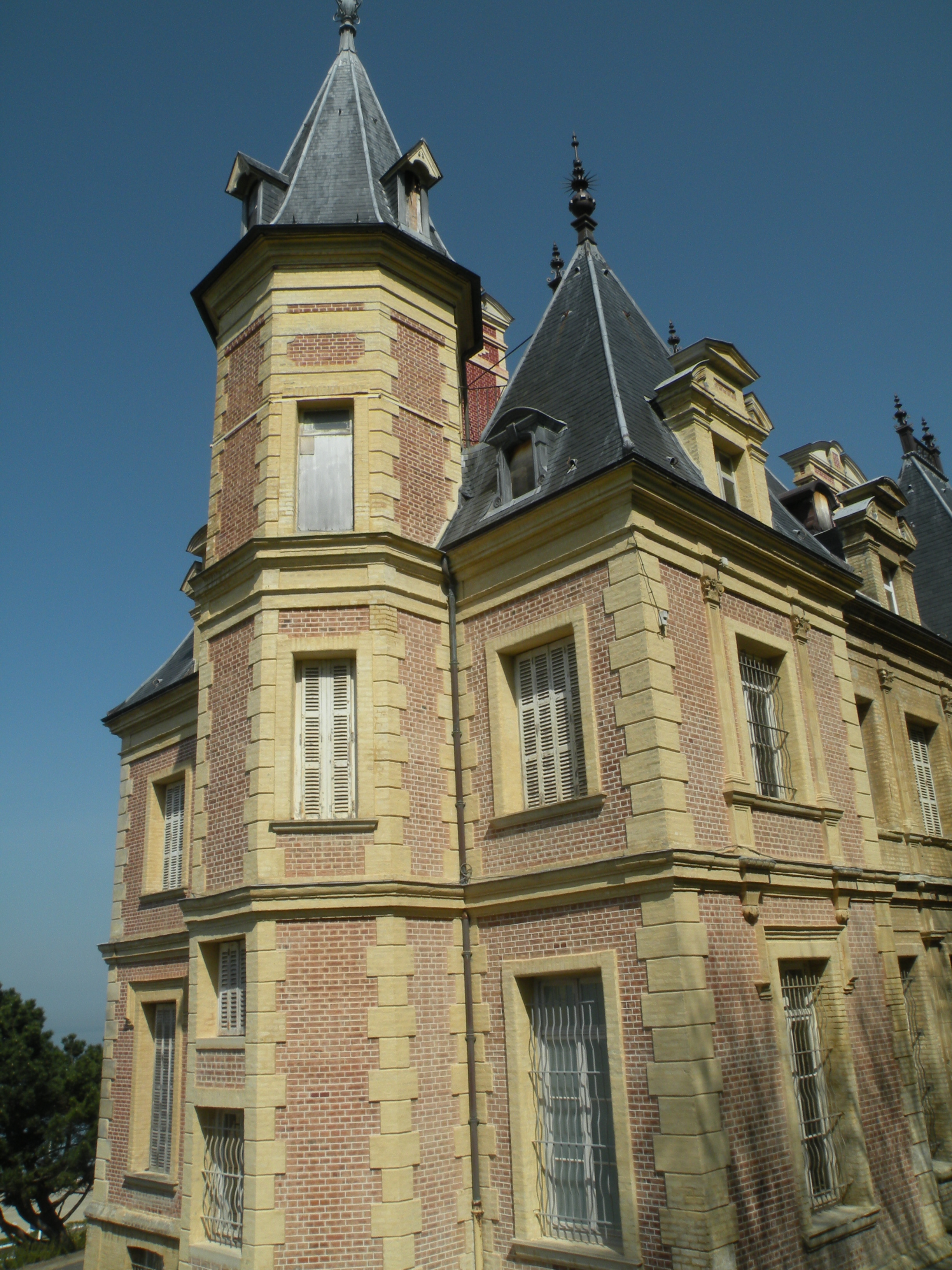
Villa Montebello (1865)

Ludwik Jan Celinski herb Zaremba nait à Koniemłoty, dans la gmina de Staszów, le 10 janvier 1814.

Jeune officier dans l'armée polonaise il émigre en France après l'insurrection de Novembre 1830 à laquelle il prend part au côté de son oncle Joseph Celinski (1776-1860).
En 1833, il entre à l'École d'application du Corps royal d'état-major et intègre ensuite l'école des ponts et chaussées dont il sort comme conducteur auxiliaire  le 5 octobre 1841. D'abord affecté en Corse, il demande son transfert à Honfleur en 1843 et se consacre à des études de chemin de fer.
En 1845, il est chargé du service du port de Trouville-sur-Mer  et passe conducteur de quatrième classe le premier mai 1854, puis de troisième classe le premier mai 1858.
Le premier juin 1861 il devient conducteur de travaux de deuxième classe , première classe le premier juillet 1869  et en 1875 conducteur principal,.
En 1852, il dresse le plan de Trouville "Plan Celinski".
Il est l'auteur du premier pont sur la Touques  "Pont de l'Union" et est également l'architecte de la villa Montebello en 1865.
En 1870 il dresse pour le développement de Deauville le plan des terrains de la société immobilière de Deauville avec leur contenance exacte .
On lui doit aussi le Château de Launay (Orbec).
Tombé malade le 11 mai pendant des travaux sur l'estuaire de la Touques, il meurt à Trouville le 22 mai 1877  et est enterré au cimetière municipal. Sa tombe est ornée des armoiries de la famille Zaremba .

## Famille
Issu d'une illustre famille noble polonaise, il porte le titre de comte et les armes de la "Herb" Zaremba .
En 1846 le 6 juillet il épouse à Honfleur Irma Félicité Le Breton de Beauchêne et le couple a deux enfants.
L'ainé Ernest Louis Marie né en 1851 est architecte comme son père, puis naturalisé en 1884 devient juge de paix.
La fille Aglaé, née l'année suivante, épouse un notaire de Beaumont-le-Roger Emile Leconte.